# الجالية اليهودية السورية في الولايات المتحدة
المجتمعات اليهودية السورية في الولايات المتحدة (بالإنجليزية: Syrian Jewish communities of the United States) هي عبارة عن مجموعة من المجتمعات اليهود السوريون ، والتي تأسست معظمها في بداية القرن العشرين. أكبرها موجودة في بروكلين ، ديل، نيوجيرسي وميامي . في سنة 2007، قُدِّر عدد سكان مجتمعي نيويورك ونيوجيرسي بنحو 90 ألف نسمة. 